# Scinax elaeochrous
A Scinax elaeochrous a kétéltűek (Amphibia) osztályának békák (Anura) rendjébe és a levelibéka-félék (Hylidae) családjába tartozó faj.

## Előfordulása
A faj Nicaraguában, Panamában, Costa Ricában és Kolumbiában él. Természetes élőhelye a szubtrópusi vagy trópusi nedves hegyvidéki erdők, szubtrópusi vagy trópusi nedves síkvidéki erdők.